# Habroleptoides caucasica
Habroleptoides caucasica is een haft uit de familie Leptophlebiidae. De wetenschappelijke naam van de soort is voor het eerst geldig gepubliceerd in 1930 door Tshernova.
De soort komt voor in het Palearctisch gebied.